# Calcio piazzato (rugby)
Il calcio piazzato è usato sia nel rugby a 15 che nel rugby a 13 come calcio di inizio, calcio di ripresa, calcio di punizione, calcio libero e come calci di trasformazione.

## Calcio di inizio
Il calcio d'invio si effettua all'inizio di ogni tempo di gara ed all'inizio di ogni periodo di extra time. I calci di ripresa si effettuano dopo una segnatura o un annullato.

## Calcio di ripresa
Il calcio di ripresa si fa quando l'arbitro interrompe il gioco per un fallo. il giocatore calcia piano il pallone e lo riprende con le mani per giocarlo.

## Calcio di punizione e calcio libero

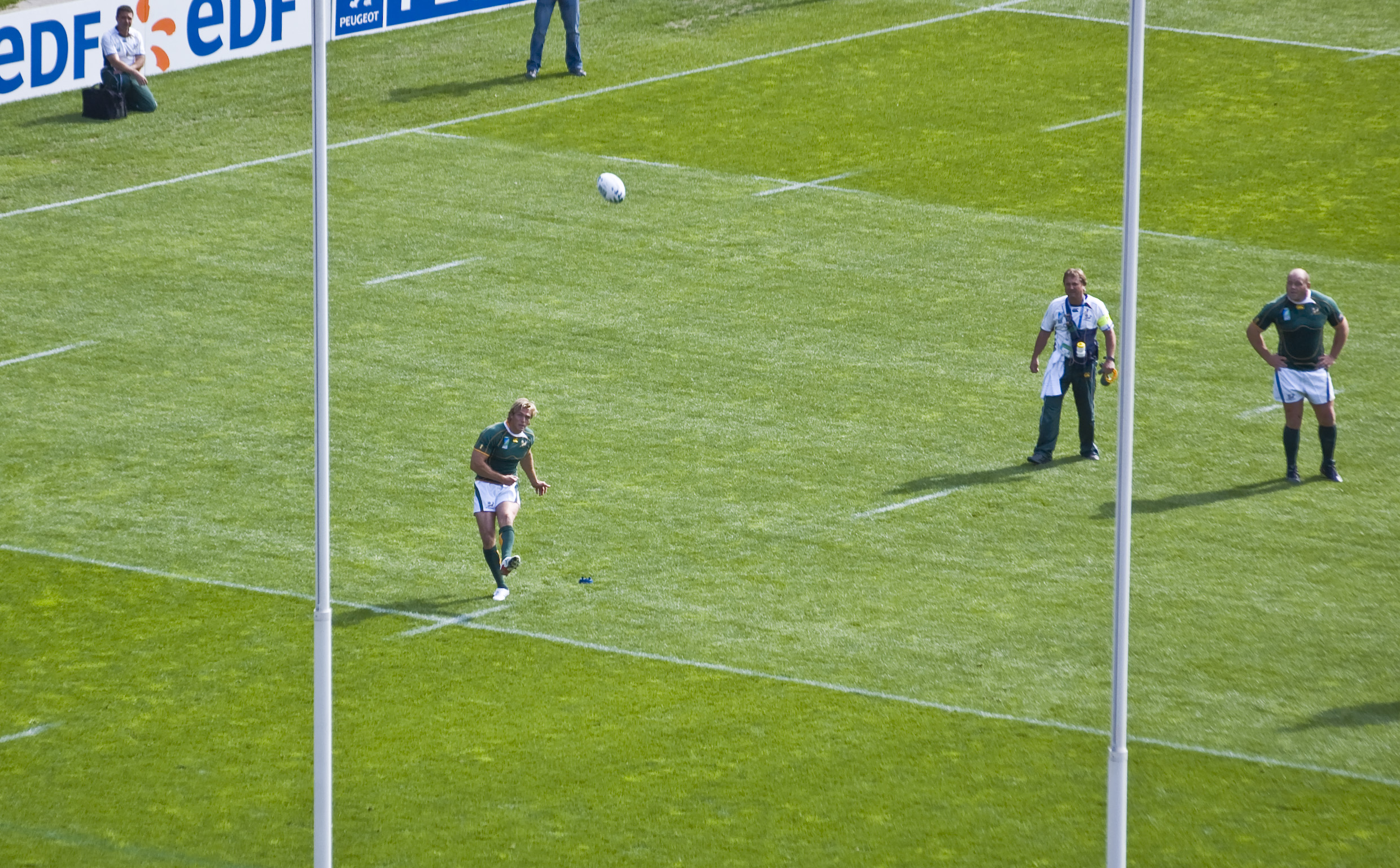
Calcio di punizione nel rugby

I calci di punizione e liberi sono accordati alla squadra che ha subito il fallo per le infrazioni degli avversari, oppure (calcio libero) a seguito di un mark.
Un calcio di punizione permette al giocatore che calcia di "segnare una porta" (3 punti). Viene assegnato in caso di:
- Ostruzionismo
- Gioco sleale
- Gioco pericoloso
- Infrazioni ripetute

Un calcio libero non permette di segnare una porta. Viene assegnato in caso di:
- Perdita di tempo volontaria
- Come scelta di non calciare una punizione verso i pali, ma di far uscire la palla e ottenere una touche a proprio favore in una posizione il più possibile vicino all'area di meta (se però la palla non esce dal campo, questa può essere recuperata in campo ed usata dalla squadra avversaria).[senza fonte]
- Mark

Questi tipi di calci piazzati devono essere calciati sul punto in cui è stata commessa l'infrazione. Il giocatore può decidere di calciare, la punizione o il calcio libero, in un qualsiasi altro punto del campo, purché resti dietro la linea virtuale orizzontale passante per il punto dell'infrazione. Se l'infrazione viene commessa in un punto all'interno dell'area di meta, o ad una distanza inferiore o uguale a 5 metri dalla linea di meta,  allora la punizione sarà calciata a 5 metri dalla linea di meta, sulla linea del punto dell'infrazione. Questi calci possono essere eseguiti con qualsiasi tecnica di calcio quale drop, piazzato, al volo, ma non con il ginocchio o con il tallone.

## Dopo i tempi supplementari
In caso una partita ad eliminazione diretta si concluda con un risultato di parità vengono disputati due tempi supplementari di 10' minuti ciascuno intervallati da una pausa di 5'; se permane la situazione di parità si gioca un ulteriore tempo supplementare (sempre di 10') con la regola del sudden death, ovvero la partita termina automaticamente quando una delle due squadre sblocca il risultato. In caso di ulteriore parità si utilizzano i calci piazzati come sistema di spareggio. In questo caso ogni squadra sceglie 5 giocatori a cui far eseguire 5 calci piazzati da fuori dai 22 metri, la squadra con il maggior numero di segnature vince. In caso di ulteriore parità si procede ad oltranza fino al momento in cui una squadra si ritrova in vantaggio a parità di tiri effettuati. Se dopo il quindicesimo calcio permane la parità si ricomincia con i primi giocatori ad aver calciato, fino al momento in cui la parità viene rotta.

## Calcio di trasformazione
Il calcio di trasformazione viene aggiudicato alla squadra che segna una meta; tale calcio piazzato ha lo scopo di incrementare il valore della meta, appena compiuta, in termini di punteggio. Il pallone deve essere posizionato su un qualsiasi punto della semiretta perpendicolare alla linea di meta, che abbia come origine il punto in cui viene marcata la meta. Se il pallone passa in mezzo ai pali e al di sopra della traversa, il valore della meta viene incrementato di 2 punti.